# Caconeura risi
Caconeura risi är en trollsländeart som först beskrevs av Fraser 1931.  Caconeura risi ingår i släktet Caconeura och familjen Protoneuridae. IUCN kategoriserar arten globalt som otillräckligt studerad. Inga underarter finns listade i Catalogue of Life.